# إيسيدرو بيريس
إيسيدرو بيريس (بالإسبانية: Isidro Pérez)‏ مواليد 24 مايو 1964 في ولاية غيريرو، كان ملاكم محترف مكسيكي صنّف ضمن فئة وزن الريشة. حقق بطولة منظمة الملاكمة العالمية.

## إحصائيات
خاض خلال مسيرته 69 نزالا، فاز في 57 وتعادل في 3 وخسر في 9. فاز بالضربة القاضية في 41 نزالا.

## روابط خارجية
- إيسيدرو بيريس على موقع بوكس ريك (الإنجليزية) (registration required)